# Wereldkampioenschappen tafeltennis 1975
De wereldkampioenschappen tafeltennis 1975 werden van 6 t/m 16 februari gehouden in het Netaji Indoor Stadium in de Indiase stad Calcutta. Het was de 33e editie van het toernooi.
Op het programma stonden zeven onderdelen:
- Enkelspel mannen. Regerend kampioen was  Xi Enting.
- Enkelspel vrouwen. Regerend kampioen was  Hu Yulan.
- Dubbelspel mannen. Regerend kampioenen waren  Stellan Bengtsson en  Kjell Johansson.
- Dubbelspel vrouwen. Regerend kampioenen waren  Maria Alexandru en  Miho Hamada.
- Gemengd dubbel. Regerend kampioenen waren  Liang Geliang en  Li Li.
- Team mannen. Regerend kampioen was  Zweden.
- Team vrouwen. Regerend kampioen was  Zuid-Korea.

De winnaars mogen zich voor twee jaar wereldkampioen noemen. De verliezend finalist ontvangt de zilveren medaille. De verliezers van de halve finales ontvangen de bronzen medaille op de individuele onderdelen. Bij de teams wordt er wel om de bronzen plak gestreden door de verliezende halvefinalisten.

## Medailles

### Medaillewinnaars
| Onderdeel        | Goud                                                          | Zilver                                                                                       | Brons                                                                             |
| Enkelspel (m)    | István Jónyer                                                 | Antun Stipančić                                                                              | Mitsuru Kohno Norio Takashima                                                     |
| Enkelspel (v)    | Pak Yung-sun                                                  | Zhang Li                                                                                     | Tatjana Ferdman Ge Xinai                                                          |
| Dubbel (m)       | Gábor Gergely István Jónyer                                   | Antun Stipančić Dragutin Šurbek                                                              | Jean-Denis Constant Jacques Secrétin Katsuyuki Abe Shigeo Itoh                    |
| Dubbel (v)       | Maria Alexandru Shoko Takahashi                               | Lin Meiqun Zhu Xiangyun                                                                      | Elmira Antonjan Tatjana Ferdman Sachiko Yokota Yukie Ozeki                        |
| Dubbel (gemengd) | Stanislav Gomozkov Tatjana Ferdman                            | Sarkis Sartsjajan Elmira Antonjan                                                            | Liang Geliang Zhang Li Shigeo Itoh Yukie Ozeki                                    |
| Team (m)         | China Li Peng Li Zhenshi Liang Geliang Lu Yuansheng Xu Shaofa | Joegoslavië Milivoj Karakašević Zoran Kosanović Miran Savnić Antun Stipančić Dragutin Šurbek | Zweden Stellan Bengtsson Kjell Johansson Bo Persson Ulf Thorsell Ingemar Wikström |
| Team (v)         | China Ge Xinai Hu Yulan Zhang Li Zheng Huaiying               | Zuid-Korea Chung Hyun-sook Kim Soon-ok Lee Ailesa Sung Nak-so                                | Japan Tomie Edano Yukie Ozeki Shoko Takahashi Sachiko Yokota                      |

### Medailleklassement
Dubbelparen uit verschillende landen gelden ieder als 0,5.
| Plaats | Land        | Goud | Zilver | Brons | Totaal |
| 1      | China       | 2    | 2      | 2     | 6      |
| 2      | Hongarije   | 2    | 0      | 0     | 2      |
| 3      | Sovjet-Unie | 1    | 1      | 2     | 4      |
| 4      | Noord-Korea | 1    | 0      | 0     | 1      |
| 5      | Japan       | 0,5  | 0      | 6     | 6,5    |
| 6      | Roemenië    | 0,5  | 0      | 0     | 0,5    |
| 7      | Joegoslavië | 0    | 3      | 0     | 3      |
| 8      | Zuid-Korea  | 0    | 1      | 0     | 1      |
| 9      | Frankrijk   | 0    | 0      | 1     | 1      |
| 9      | Zweden      | 0    | 0      | 1     | 1      |
| Totaal | Totaal      | 7    | 7      | 12    | 26     |